# Dimas Macedo
Dimas Macedo (Lavras da Mangabeira, 14 de setembro de 1956) é um escritor, professor e jurista brasileiro, membro da Academia Cearense de Letras.

## Biografia
Filho de José Zito Macedo (Zito Lobo, poeta) e Maria Eliete de Macedo. Estudou em sua cidade natal (Grupo Escolar Filgueiras Lima e Colégio São Vicente Ferrer) e em Fortaleza (Colégios Joaquim Albano e João Hipólito de Azevedo e Sá). Bacharel em Direito pela Universidade de Fortaleza (agosto de 1981). Mestre em Direito pela Universidade Federal do Ceará (1987), e Livre-Docente em Direito Constitucional (2012).
Foi professor de Direito Constitucional e Chefe do Departamento de Direito da UNIFOR. Professor de Direito Constitucional da Faculdade de Direito da Universidade Federal do Ceará, e Procurador do Estado do Ceará. 
Como escritor, pesquisador e jurista, tem artigos literários, culturais e científicos publicados em jornais e revistas nacionais. No Ceará, foi articulista dos jornais O Povo, Tribuna do Ceará e Diário do Nordeste.
Ensaísta e crítico literário, integra o conselho editorial de vários jornais e revistas culturais. Poeta, cuja poesia apresenta uma acentuada tonalidade lírica e telúrica, alguns dos seus poemas, livros e ensaios foram vertidos para o inglês, o búlgaro e espanhol e publicados em Portugal, Espanha, Inglaterra,Argentina e Estados Unidos.
Ingressou na Academia Cearense de Letras no dia 19 de outubro de 1989, aos 32 anos, ocasião em que foi saudado pelo acadêmico Sânzio de Azevedo. Ocupa a vaga deixada pelo poeta José Valdivino de Carvalho, cujo patrono é o historiador Guilherme Studart (Barão  de Studart). Participou da diretoria da ACL como secretário e membro do conselho fiscal. Participa também da Associação Brasileira de Bibliófilos.
Sobre a sua obra de poeta, pode ser consultado o livro, Eros e Tanatos - Sobre a Poesia de Dimas Macedo, organizado por Alana Alencar e Júlio Soares (Mossoró - RN> Editora Sarau das Letras / Fortaleza: Edições Poetaria, 2023), que reúne ensaios literários produzidos por pesquisadores e professores de Literatura.
Constitucionalista e teórico do Direito, é autor de livros publicados por grandes editoras do Brasil. e na condição de convidado de instituições internacionais, foi palestrante na Universidade do Porto (Portugal), Universidade  de Le Havre (França), Universidade de Puebla (México), Universidade de San Marcos Peru) e Assembleia Nacional de Cabo Verde.

## Obra
- A Distância de Todas as Coisas (1980, 3ª ed. 2001),
- Lavrenses Ilustres (1981, 3ª ed. 2012),
- Leitura e Conjuntura (1984),
- Ensaios de Teoria do Direito (1985; 7ª ed. 2019),[12]
- O Discurso Constituinte (1987; 3ª ed. 2009)
- A Metáfora do Sol, (1989, 5ª ed. 2014),
- Lavoura Úmida (1990),
- Ossos do Ofício (1992),
- Estrela de Pedra (1994),
- Liturgia do Caos (1996, 3ª ed. 2019),
- Tempo e Antítese (1997),
- Crítica Imperfeita (2001),
- A Face do Enigma (2002, 2ª ed. 2012)),
- Vozes do Silêncio (2003),
- Política e Constituição (2003),
- Crítica Dispersa (2003),
- Ensaios e Perfis (2004),
- A Letra e o Discurso (2006, 2ª ed. 2014)),
- Sintaxe do Desejo (2006),
- Crítica e Literatura (2008),
- O Rumor e a Concha (2009),
- Estado de Direito e Constituição (2010),
- El Pensamiento Político de Paulo Bonavides (2010, 3ª ed. 2014)),
- A Brisa do Salgado (2011),
- Guadalupe (2012),
- Afonso Banhos - Ensaios de Filosofia (2013),
- Direito Constitucional (2015; 4ª ed. 2023),[13]
- Resenhas e Perfis (2016),
- Dona Fideralina Augusto - Mito e Realidade (2017, 2ª ed. 2019),[14]
- Codicírio (2018)
- Rimance de Infância e Outros Poemas (2020).
- Trinta Navios (2021)
- Lobo Manso e Outros Perfis (2022).